# Hannes Smolders
Hannes Smolders (24 februari 1998) is een professioneel voetballer. Hij staat onder contract bij Lierse Kempenzonen.

## Statistieken
| Seizoen         | Club                 | Competitie             | Competitie | Competitie | Play-offs | Play-offs | Beker | Beker | Totaal | Totaal |
| Seizoen         | Club                 | Competitie             | Wed.       | Dlp.       | Wed.      | Dlp.      | Wed.  | Dlp.  | Wed.   | Dlp.   |
| --------------- | -------------------- | ---------------------- | ---------- | ---------- | --------- | --------- | ----- | ----- | ------ | ------ |
| 2017-2018       | KV Mechelen          | Jupiler Pro League     | 3          | 0          | —         | —         | 0     | 0     | 3      | 0      |
| 2018-2019       | KV Mechelen          | Eerste klasse B        | 0          | 0          | 0         | 0         | 0     | 0     | 0      | 0      |
| 2018-2019       | → Lierse Kempenzonen | Eerste klasse amateurs | 10         | 1          | 5         | 1         | 0     | 0     | 15     | 2      |
| 2019-2020       | Lierse Kempenzonen   | Eerste klasse amateurs | 12         | 0          | 0         | 0         | 0     | 0     | 12     | 0      |
| 2020-2021       | Lierse Kempenzonen   | Eerste klasse B        | 10         | 0          | 0         | 0         | 0     | 0     | 10     | 0      |
| Carrière totaal | Carrière totaal      | Carrière totaal        | 35         | 1          | 5         | 1         | 0     | 0     | 40     | 2      |

Bijgewerkt op 20 februari 2021.